# Фрейдлин, Ирина Соломоновна
Ири́на Соломо́новна Фре́йдлин (7 марта 1936, Ленинград — 23 января 2024, Санкт-Петербург) — советский и российский иммунолог и аллерголог, доктор медицинских наук (1976), профессор по специальности «микробиология, вирусология и иммунология» (1989), заслуженный деятель науки РФ (1997), член-корреспондент РАМН (1999). Руководитель отдела иммунологии Института экспериментальной медицины (Санкт-Петербург), главный редактор журнала «Медицинская иммунология».

## Карьера
Родилась 7 марта 1936 года в Ленинграде в семье врачей Соломона Яковлевича (1903—1980) и Натальи Глебовны Фрейдлин (1912—1942). Внучка видного ленинградского инфекциониста Г. А. Ивашенцова.
Окончила в 1959 году Первый Ленинградский медицинский институт имени академика И. П. Павлова.
Профессор кафедры микробиологии, вирусологии и иммунологии Санкт-Петербургского медицинского университета имени академика И. П. Павлова. С 1991 года была руководителем отдела иммунологии Института экспериментальной медицины. И. С. Фрейдлин — председатель правления Санкт-Петербургского регионального отделения РААКИ, член правления РНОИ, заместитель председателя диссертационного совета по защите диссертаций на соискание учёной степени доктора наук при ГУ НИИЭМ РАМН. Главный редактор научного журнала «Медицинская иммунология», член редколлегий журналов «Цитокины и воспаление», «Иммунология», Russian Journal of Immunology.
В 1976 присвоена степень доктора медицинских наук, в 1989 — звание профессора по специальности «микробиология, вирусология и иммунология». В 1997 году И. С. Фрейдлин присвоено звание «Заслуженный деятель науки РФ».
Под её руководством выполнено 4 докторских и 21 кандидатская диссертация.
Умерла 23 января 2024 года.

## Научные достижения
И. С. Фрейдлин — автор 230 научных работ (172 в соавторстве), в том числе 9 монографий (7 в соавторстве), 6 руководств (5 в соавторстве), 1 справочника в соавторстве и 5 учебников в соавторстве. Имеет 4 изобретения и 2 патента.
И. С. Фрейдлин работала в областях моделирования иммунодефицитных состояний, разработки иммуномодулирующих препаратов, изучении двойственной роли макрофагов и провоспалительных цитокинов, селекционировании пептидов-биорегуляторов. Под её руководством проводилось изучение цитокиновой регуляторной сети.

## Награды
- Медаль «Ветеран труда»
- Знак «Жителю блокадного Ленинграда»
- Нагрудный знак «Изобретатель СССР»